# Павлоградский район (Днепропетровская область)
Павлогра́дский райо́н (укр. Павлоградський район) — административная единица на северо-востоке Днепропетровской области Украины. Административный центр — город Павлоград.

## География
Площадь 2490,3 км² (7-е место среди районов).
Он расположен в восточной части Днепропетровской области.
На территории района протекают речки
Самара,
Волчья,
Большая Терновка,
Терновка,
Малая Терновка,
Вязовок,
Малая Терса,
Березнеговатая.
На территории района расположен Самарский лес.
Почвы в регионе — чернозёмные, местность равнинная. В сельском хозяйстве развито земледелие и животноводство мясо-молочного направления.
Территория района окружает три анклава — собственно Павлоград и Терновка (город).

## История
В начале 1770 года, запорожец, военный старшина — Матвей Хижняк построил зимовник, от которого пошли Матвеевские хутора а позже — Слобода Матвеевка.
В 1779 году между реками Гнездка, Волчья и Кочерга от слободы Луганская (в прошлом Матвеевка) был создан шанец, благодаря которому образовался город, названный Павлоградом.
В 1784 году Павлоград получил статус города и стал центром Екатеринославского наместничества. Первый герб города был утверждён в 1811 году, второй герб — 1979 году. Первыми поселенцами города были запорожцы Самарской и Кальмиусской паланки и демобилизованные военные.
После окончания Крымской войны 1853—1856 годов павлоградские гусары, из чувства благодарности Господу за то, что остались в живых, собрали серебро (каждый по червонцу), на которые был построен Покровский собор. Сегодня он полностью реставрирован и является действующим.
В 1925 году город стал окружным центром, а в 1926 году — районным. С 1939 года Павлоград — отдельная административная единица, город областного подчинения.
Павлоградский район был основан в 1923 году.
С 1931 году в Павлограде действовал артполигон, который перед Великой Отечественной войной превратился в большой артполигон. Два больших завода города работали на оборону.
21 января 1959 года к Павлоградскому району была присоединена часть территории упразднённого Юрьевского района
17 июля 2020 года в результате административно-территориальной реформы район был укрупнён, в его состав вошли территории:
- Павлоградского района,
- Юрьевского района,
- а также городов областного значения Павлоград и Терновка.

## Население
Численность населения района в укрупнённых границах — 163,3 тыс. человек.
Численность населения района в границах до 17 июля 2020 года по состоянию на 1 января 2020 года — 26 723 человек (всё — сельское).

## Административное устройство
Район в укрупнённых границах с 17 июля 2020 года делится на 7 территориальных общин (громад), в том числе 2 городские, 1 поселковая и 4 сельские общины (в скобках — их административные центры):
- Городские:
  - Павлоградская городская община (город Павлоград),
  - Терновская городская община (город Терновка);
- Поселковые:
  - Юрьевская поселковая община (пгт Юрьевка),
- Сельские:
  - Богдановская сельская община (село Богдановка),
  - Вербковская сельская община (село Вербки),
  - Межиричская сельская община (село Межирич),
  - Троицкая сельская община (село Троицкое).

### История деления района

Район в старых границах до 17 июля 2020 года

Район в старых границах до 17 июля 2020 года включал в себя:
| - Сельских советов: 13 | - Посёлков: 2 - Сёл: 37 |

Местные советы (в старых границах до 17 июля 2020 года)
| - Богдановский сельский совет - Богуславский сельский совет - Булаховский сельский совет - Вербковский сельский совет - Вязовокский сельский совет - Карабиновский сельский совет - Кочережковский сельский совет | - Межиричский сельский совет - Новодачинский сельский совет - Новорусский сельский совет - Поперечненский сельский совет - Приволчанский сельский совет - Троицкий сельский совет |

Населённые пункты (в старых границах до 17 июля 2020 года)
| с. Богдановка с. Богуслав с. Булаховка с. Вербки с. Вербовое с. Весёлое с. Вязовок с. Дачное с. Домаха с. Желобок | с. Зелёное с. Карабиновка с. Коховка с. Кочерёжки с. Левадки с. Лиманское с. Малоалександровка с. Марьевка с. Межирич с. Мерцаловка | пос. Минеральные Воды с. Морозовское с. Новая Дача с. Новая Русь с. Новоалександровское с. Новониколаевское пос. Новосёловское с. Новые Вербки с. Оженковка с. Подлесное | с. Поперечное с. Приволчанское с. Самарское с. Свидовок с. Степь с. Троицкое с. Червоная Долина с. Червоная Нива с. Шахтёрское |

## Экономика
Главные с/х культуры — озимая пшеница, кукуруза, подсолнечник, конопля, кормовые. Средняя урожайность зерновых в 1980 году составляла 20,3 ц/га.
В 2001 году урожайность составила в среднем около 35 ц/га (по Павлоградскому району). Из всей площади с/х культур в 2000 году зерновые занимали около 50 %, технические культуры — 16 %, кормовые — 39 %, овощи — около 4 %.
Перерабатывающая промышленность в регионе развита слабо. В сёлах она представлена, по преимуществу, маслобойками для извлечения масла из семян подсолнечника. В Павлограде работают завод продтоваров, мясокомбинат (ныне в процессе реконструкции), комбинат хлебопродуктов и молокозавод.

## Транспорт
Регион имеет густую сеть путей сообщения. Через его территорию проходит три железные дороги: Москва — Симферополь, Днепр — Покровск, Павлоград — Новомосковск, а также шоссе «Киев— Донецк».